# Politiká
Politiká, en grec moderne : Πολιτικά, est un village du dème de Dírfys-Messápia, sur l'île d'Eubée, en Grèce. Il est situé à 14 km de Chalcis, à une altitude de 50 mètres.
Selon le recensement de 2011, la population de Politiká compte 1 378 habitants.